# Erdbeben bei Golbaf 1981
Das Erdbeben bei Golbaf war ein Erdbebenereignis am 11. Juni 1981 um 10:54 Uhr Ortszeit in Iran. Er hatte eine Magnitude von 6,7 MS und zerstörte die Kleinstadt Golbaf.

## Tektonik
Am Westrand der Wüste Lut verläuft eine ausgedehnte Störungszone. Ein mehr als 100 Kilometer langer, nord-südlich bis nordnordwest-südsüdöstlich verlaufender Teil dieser Störungszone ist die Gowk-Störungszone, entlang der mehrere historische Erdbeben bekannt sind. Zuletzt hatte sich im September 1969 ein mittelstarkes Erdbeben mit einer Magnitude von 5,2 mb an der Verwerfung ereignet. Das Erdbeben vom 11. Juni 1981 hatte sein Epizentrum in einer langgestreckten, etwa drei Kilometer breiten Senke, die auf beiden Seiten von Verwerfungen der Gowk-Störungszone begrenzt wird. Das Epizentrum des Bebens lag fast direkt in Golbaf, seine Herdtiefe betrug 33 Kilometer. Es entwickelte eine Intensität bis Stufe VII auf der Modifizierten Mercalliskala. Der Herdvorgang hatte Anteile einer Aufschiebung und einer dextralen Horizontalverschiebung. Es kam an den Verwerfungen an beiden Seiten der Senke zu einem Versatz an der Oberfläche. Die östliche Verwerfung wies über 14,5 Kilometern einen horizontalen Versatz von drei, und einen vertikalen Versatz von fünf Zentimetern auf, während die westliche Verwerfung einen geringen Versatz über eine Länge von 7,5 Kilometern zeigte.
Es wurden keine Vorbeben registriert. Nach dem Hauptbeben kam es bis 27. Juni 1981 zu mehreren Nachbeben mit Magnituden bis 4,9. Am 28. Juli 1981 ereignete sich das noch stärkere Erdbeben bei Sirdsch auf einem weiter nördlich gelegenen Abschnitt der Gowk-Störungszone, das als eigenes Hauptbeben angesehen wird.

## Opfer und Schäden
Zur Anzahl der bei dem Beben ums Leben gekommenen Menschen gibt es abweichende Angaben. Eine Studie von 1983 spricht von 844 bis 1400 Toten, der Erdbebenkatalog der National Centers for Environmental Information der NOAA gibt 3000 Todesopfer an. Laut dem iranischen International Institute of Earthquake Engineering and Seismology kamen 1071 Menschen ums Leben. Die meisten Opfer waren in der Stadt Golbaf zu beklagen.
Die meisten Gebäude in der Region waren einstöckige Lehmgebäude, sie wurden bei dem Beben großteils zerstört. Auch einige Backsteingebäude in Golbaf wurden beschädigt. Die einzigen Stahlbetonbauwerke waren einige Straßenbrücken, sie wurden nur leicht beschädigt. In allen Siedlungen in der Senke von Golbaf kam es zu schweren Schäden. Beim Erdbeben am 28. Juli 1981 wurde die bereits schwer getroffene Stadt Golbaf gänzlich zerstört.

## Belege
1. 1 2 3 4  M. Berberian, J. A. Jackson, M. Ghorashi, M. H. Kadjar: Field and teleseismic observations of the 1981 Golbaf–Sirch earthquakes in SE Iran. In: Geophysical Journal International. Band 77, Heft 3. Juni 1984, Seiten 809–838, doi:10.1111/j.1365-246X.1984.tb02223.x (englisch).
2. ↑  M 6.7 - southern Iran. USGS, abgerufen am 6. Juni 2021 (englisch).
3. ↑  Iran: SE: Golbaft. NCEI/WDS Global Significant Earthquake Database. NOAA National Centers for Environmental Information, abgerufen am 6. Juni 2021 (englisch).
4. ↑  Golbaf Earthquake of 11 June 1981, Mw=6.6. In: iiees.ac.ir. Abgerufen am 6. Juni 2021 (englisch).